# شبی در تهران
شبی در تهران یک فیلم سینمایی ایرانی به کارگردانی بهرام کاظمی و نویسندگی فرتاش مدرسی محصول سال ۱۳۸۶ است.
این اثر بازسازی فیلم غریبه‌ها در شهر (۱۹۷۰) به کارگردانی آرتور هیلر می‌باشد.

## خلاصه داستان
داستان یک زن و شوهر جوان را روایت می‌کند که برای استخدام در شرکتی از رشت عازم تهران می‌شوند. اما در طول سفر و در تهران مشکلات متعدد سراغ آنها می‌آید.

## بازیگران
- ماهایا پطروسیان در نقش لیلا
- رامبد جوان در نقش فرهاد
- منوچهر علیپور
- سعید پیردوست
- محمد شیری در نقش دزد